# 대한민국 미식축구 국가대표팀
대한민국 미식축구 국가대표팀은 대한민국의 미식축구 국가대표팀으로, 대한미식축구협회에 의해 구성된다.

## 같이 보기
- 대한미식축구협회